# Banque internationale à Luxembourg

logo do banco

A Banque Internationale à Luxembourg, habitualmente designada por BIL, é uma entidade bancária do Grão-Ducado do Luxemburgo.

## Historial
Criada em 1856, a Banque Internationale à Luxembourg , a instituição bancária privada mais antiga do Grão-Ducado, tornou-se rapidamente um dos factores estruturais da economia nacional. Nesse mesmo ano, emite a primeira nota luxemburguesa, com o direito de emitir notas e moedas desde a sua fundação até 1999, ano da introdução da moeda única europeia. A BIL é um representante de pleno direito da economia nacional, desempenhando um papel determinante nos grandes eventos que têm pontuado a história do país.

## As origens
A BIL é a primeira sociedade bancária anónima do Luxemburgo. Foi criada para financiar os caminhos-de-ferro e a indústria siderúrgica de um país puramente agrícola. A história do Luxemburgo e a da BIL estão intimamente ligadas. O Banco participa, por exemplo, na constituição da Bolsa de Valores do Luxemburgo e, ao longo dos anos, adquire várias participações em empresas luxemburguesas, como a Compagnie Luxembourgeoise de Télédiffusion (mais tarde RTL Group) ou a Luxair. Em Julho de 1963, a BIL é o principal emissor da primeira euro-obrigaçãointroduzida na Bolsa do Luxemburgo.

## A BIL hoje
Há mais de 155 anos que a BIL desempenha um papel activo na economia luxemburguesa, desenvolvendo actualmente actividades de banca de retalho, banco privado, banco de empresas e nos mercados financeiros. Com mais de 2.100 colaboradores, a BIL está presente nos centros financeiros do Luxemburgo, em França, na Dinamarca, em Singapura, na Suíça e no Médio Oriente. No Luxemburgo, graças à sua rede de cerca de quarenta agências, a BIL é um dos principais operadores no sector da banca de retalho. Oferece uma gama completa de serviços aos seus clientes particulares, às PME e às grandes empresas. A nível internacional, a BIL dispõe de um serviço eficiente nas áreas da banca privada e da gestão de fortunas ("Wealth Management"), acompanhando os clientes através de uma análise e um planeamento patrimoniais e a apresentação de soluções personalizadas. A sua actividade nos mercados financeiros tem por base três salas de mercados localizadas no Luxemburgo, Zurique e Singapura. O futuro da BIL constrói-se com base nas suas quatro actividades principais, quer no Luxemburgo, quer no estrangeiro. Graças a um sólido grupo accionista constituído pela Precision Capital, um grupo de investidores do Qatar e pelo Estado luxemburguês, o banco tem das melhores notações de crédito do sector bancário luxemburguês e integra o Top 3 dos bancos da praça.

## Plano de crescimento estratégico para 2015
Graças ao apoio dos seus accionistas, a Precision Capital e o Estado luxemburguês, e às suas bases sólidas a BIL prevê, entre 2013 e 2015, um crescimento a longo prazo das receitas geradas no Luxemburgo e em alguns mercados estratégicos internacionais. Para isso, a BIL lançou vários projectos de grande dimensão que criarão muitas oportunidades de desenvolvimento, quer à escala europeia, quer à escala internacional. O banco tem alargado e reforçado activamente a sua presença geográfica através da tomada de decisões estratégicas a nível mundial e interno:
• No mercado belga, a BIL vai abrir as portas de uma sucursal sediada em Bruxelas no terceiro trimestre de 2013. Esta sucursal dirigir-se-á, em primeiro lugar, a clientes privados residentes na Bélgica, mas também a consultores financeiros independentes ("Independent Financial Advisers") e a entidades de aconselhamento e gestão de patrimónios familiares ("Family Offices").
• No Médio Oriente, a BIL prosseguirá a sua expansão estratégica com a inauguração da primeira sucursal no Dubai, que passará a ser o novo eixo de actuação do banco numa região do Golfo em plena expansão.
• Na Sudeste asiático, o banco reforçará a sua presença em Singapura através, nomeadamente, de uma oferta personalizada destinada a indivíduos com elevado rendimento líquido individual (HNWI).
• No Luxemburgo, a BIL decidiu alargar o horário de funcionamento da sua rede de agências para responder de forma mais eficaz às novas necessidades dos seus clientes. Paralelamente, o banco continua a investir nas novas tecnologias através, nomeadamente, da oferta de um sistema completo de banca móvel (BILnet mobile), serviços de banca em linha, em permanente evolução, e de uma rede de reciclagem de moeda ("cash recyclers") que permite depositar dinheiro líquido em todo o país.

## Ligação externa
- www.bil.com